# دینا دیردورف
دینا دیردورف (به انگلیسی: Deena Deardurff) (زادهٔ ۸ مهٔ ۱۹۵۷) شناگر و رکورددار جهان و قهرمان المپیک و مربی کاج شنا اهل ایالات متحده آمریکا است.